# 天主教喬斯總教區
天主教喬斯總教區（拉丁語：Archidioecesis Iosensis）是尼日利亞一個羅馬天主教教省總教區，位於高原州。總教區下轄五個教區，是該國九個總教區之一。
宗座監牧區於1934年4月9日設立，1953年6月29日升為教區，1994年3月26日升為總教區。
總教區於2014年時有教友360,066人（佔轄區總人口21.8%）、四十三個堂區和四十八名司鐸。現任總主教為瑪竇·伊沙亞·奧杜。當地是基督徒和穆斯林衝突的熱點地區之一。